# Smalträsket
Smalträsket är en sjö i Piteå kommun i Norrbotten och ingår i Byskeälvens huvudavrinningsområde. Sjön har en area på 0,0924 kvadratkilometer och ligger 316,1 meter över havet. Smalträsket ligger i Byskeälven Natura 2000-område. Sjön avvattnas av vattendraget Kvarnbäcken.

## Delavrinningsområde
Smalträsket ingår i det delavrinningsområde (726157-171180) som SMHI kallar för Mynnar i Stor-Långträsket. Medelhöjden är 341 meter över havet och ytan är 15,34 kvadratkilometer. Det finns inga avrinningsområden uppströms utan avrinningsområdet är högsta punkten. Kvarnbäcken som avvattnar avrinningsområdet har biflödesordning 3, vilket innebär att vattnet flödar genom totalt 3 vattendrag innan det når havet efter 101 kilometer. Avrinningsområdet består mestadels av skog (61 procent) och sankmarker (33 procent). Avrinningsområdet har 0,16 kvadratkilometer vattenytor vilket ger det en sjöprocent på 1 procent.